# Івамідзава

43°33′29″ пн. ш. 142°2′39″ сх. д. / 43.55806° пн. ш. 142.04417° сх. д.
Івамідза́ва (яп. 岩見沢市, いわみざわし, МФА: [iwamʲid͡zawa ɕi̥]) — місто в Японії, в окрузі Сораті префектури Хоккайдо.

## Короткі відомості
Розташоване на сході рівнини Ісікарі. Центральне місто округу. Виконує функцію спального району Саппоро. 2006 року поглинуло сусіднє село Кіта і містечко Курісава. Станом на 1 жовтня 2008 року площа міста становила 481,10 км². Станом на 31 березня 2017 населення міста становило 83 374 осіб.

## Клімат
Місто знаходиться у зоні, котра характеризується вологим континентальним кліматом з теплим літом. Найтепліший місяць — серпень із середньою температурою 20.6 °C (69 °F). Найхолодніший місяць — січень, із середньою температурою -6.1 °С (21 °F).
| Клімат Івамідзави       | Клімат Івамідзави | Клімат Івамідзави | Клімат Івамідзави | Клімат Івамідзави | Клімат Івамідзави | Клімат Івамідзави | Клімат Івамідзави | Клімат Івамідзави | Клімат Івамідзави | Клімат Івамідзави | Клімат Івамідзави | Клімат Івамідзави | Клімат Івамідзави |
| Показник                | Січ.              | Лют.              | Бер.              | Квіт.             | Трав.             | Черв.             | Лип.              | Серп.             | Вер.              | Жовт.             | Лист.             | Груд.             | Рік               |
| Середній максимум, °C   | −2                | −1                | 2                 | 10                | 17                | 21                | 24                | 26                | 21                | 15                | 7                 | 0                 | 11                |
| Середня температура, °C | −6                | −6                | −1                | 5                 | 11                | 16                | 20                | 21                | 16                | 10                | 3                 | −3                | 7                 |
| Середній мінімум, °C    | −10               | −10               | −6                | 0                 | 6                 | 11                | 16                | 17                | 11                | 5                 | 0                 | −6                | 2                 |
| Норма опадів, мм        | 101               | 81                | 70                | 60                | 59                | 62                | 85                | 118               | 134               | 115               | 105               | 103               | 1094              |
| ----------------------- | ----------------- | ----------------- | ----------------- | ----------------- | ----------------- | ----------------- | ----------------- | ----------------- | ----------------- | ----------------- | ----------------- | ----------------- | ----------------- |
| Джерело: Weatherbase    |                   |                   |                   |                   |                   |                   |                   |                   |                   |                   |                   |                   |                   |

## Освіта
- Хоккайдоський педагогічний університет (додатковий кампус)